# Kōsaku Masuda
Kōsaku Masuda (jap. 増田 功作, Masuda Kōsaku; * 30. April 1976 in der Präfektur Saitama) ist ein ehemaliger japanischer Fußballspieler.

## Karriere
Masuda erlernte das Fußballspielen in der Schulmannschaft der Omiya Higashi High School. Seinen ersten Vertrag unterschrieb er 1998 bei den Verdy Kawasaki. Der Verein spielte in der höchsten Liga des Landes, der J1 League. Für den Verein absolvierte er drei Erstligaspiele. 1999 wechselte er zum Drittligisten Yokohama FC. 1999 und 2000 wurde er mit dem Verein Meister der Japan Football League und stieg in die J2 League auf. Für den Verein absolvierte er 121 Spiele. Danach spielte er bei den Sun Miyazaki und FC Machida Zelvia. Ende 2005 beendete er seine Karriere als Fußballspieler.